# Lipocarpha kernii
Lipocarpha kernii là loài thực vật có hoa trong họ Cói. Loài này được (Raymond) Goetgh. mô tả khoa học đầu tiên năm 1989.